# Luisa Borgia
Luisa Borgia d'Albret de Châtillon-Limoges (17 maggio 1500 – Busset, 1553) è stata una nobile italiana e francese , suo jure duchessa di Valentinois, essendo succeduta nel titolo alla morte di suo padre Cesare Borgia nel 1507 quando aveva appena sette anni. Era anche suo jure dama di Chalus, dignità ereditata da sua madre Charlotte d'Albret.

## Biografia

### Infanzia

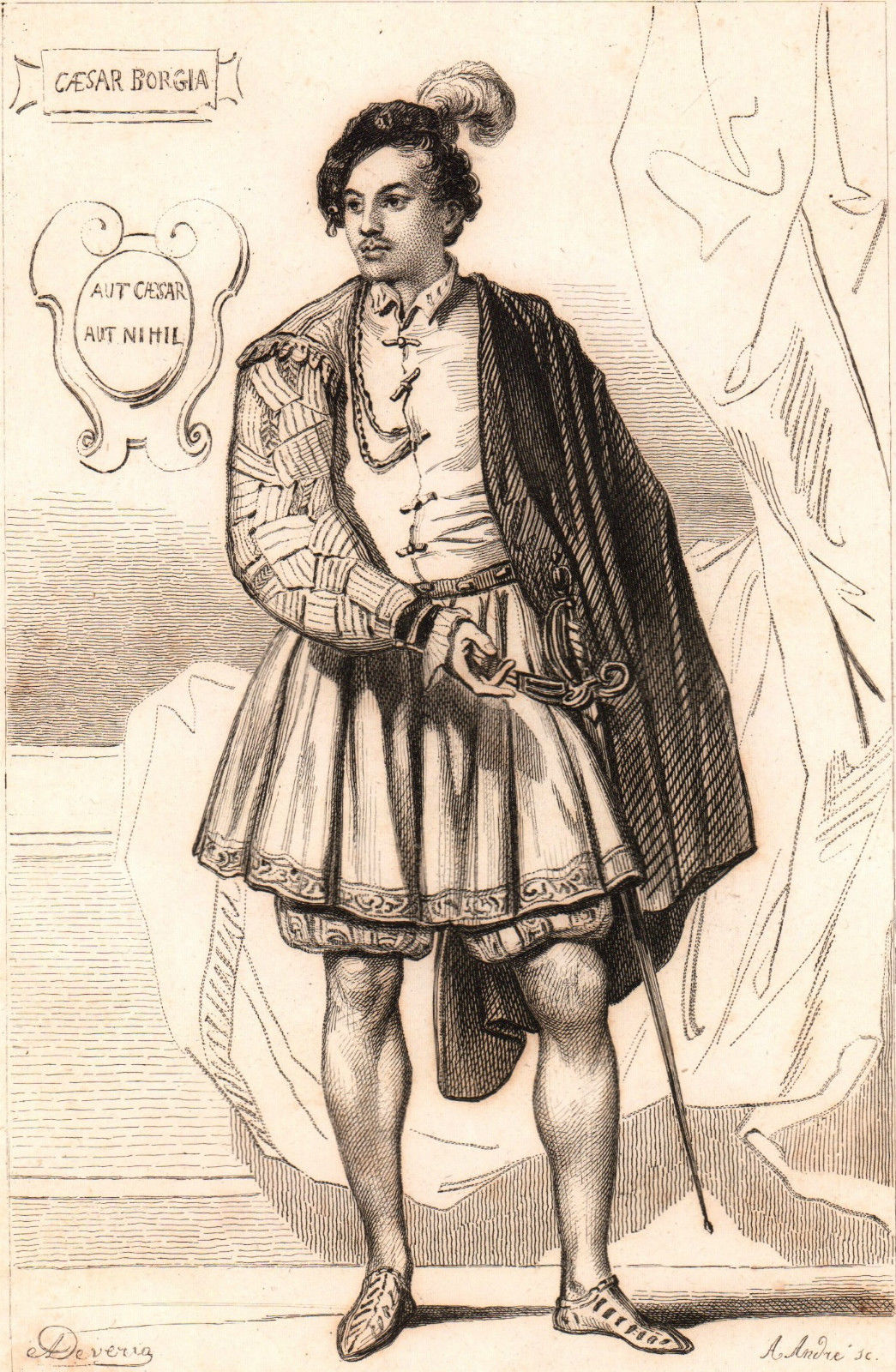
Cesare Borgia, padre di Luisa Borgia

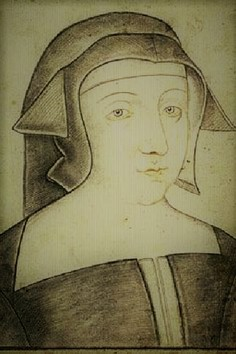
Charlotte d'Albret, madre di Luisa

Luisa nacque il 17 maggio 1500, unica figlia legittima di Charlotte d'Albret e Cesare Borgia, duca di Valentinois e di Romagna. I suoi nonni paterni erano il papa Alessandro VI del casato dei Borgia e Vannozza Cattanei, e quelli materni Alain I d'Albret, signore d'Albret, e Françoise de Châtillon-Limoges. Ebbe almeno undici fratellastri e sorellastre nati dalle relazioni di suo padre (che mai conobbe) con altre donne. Il 12 marzo 1507, Cesare rimase ucciso nell'assedio di Viana al servizio di suo zio materno, re Giovanni III di Navarra. Luisa, essendo la sua unica erede, successe suo jure nel ducato di Valentinois. Sua madre funse da reggente per suo conto fino alla propria morte, avvenuta l'11 marzo 1514, quando non aveva ancora quattordici anni. Luisa successe poi a sua madre come suo jure dama di Chalus.

### Fidanzamento e primo matrimonio
All'età di due anni Luisa venne fidanzata con Federico II Gonzaga, futuro duca di Mantova, figlio di Francesco II Gonzaga e di Isabella d'Este. Con l'accordo si intendeva ricomporre i contrasti tra i due genitori. Le nozze non ebbero però luogo, a causa della morte di papa Alessandro VI il 18 agosto 1503.
Luisa sposò il suo primo marito, Louis II de La Tremouille, governatore della Borgogna, il 7 aprile 1517. Louis morì nella battaglia di Pavia il 24 febbraio 1525, lasciandola vedova all'età di ventiquattro anni.

### Secondo matrimonio
Sposò il suo secondo consorte, Filippo di Borbone (1499-1557), barone di Borbone-Busset, il 3 febbraio 1530. I due sposi stabilirono la loro residenza nel castello di Busset, dove Luisa apportò molti lavori di ristrutturazione, tra cui una galleria coperta al piano terra e un'altra nell'ala est.

### Morte

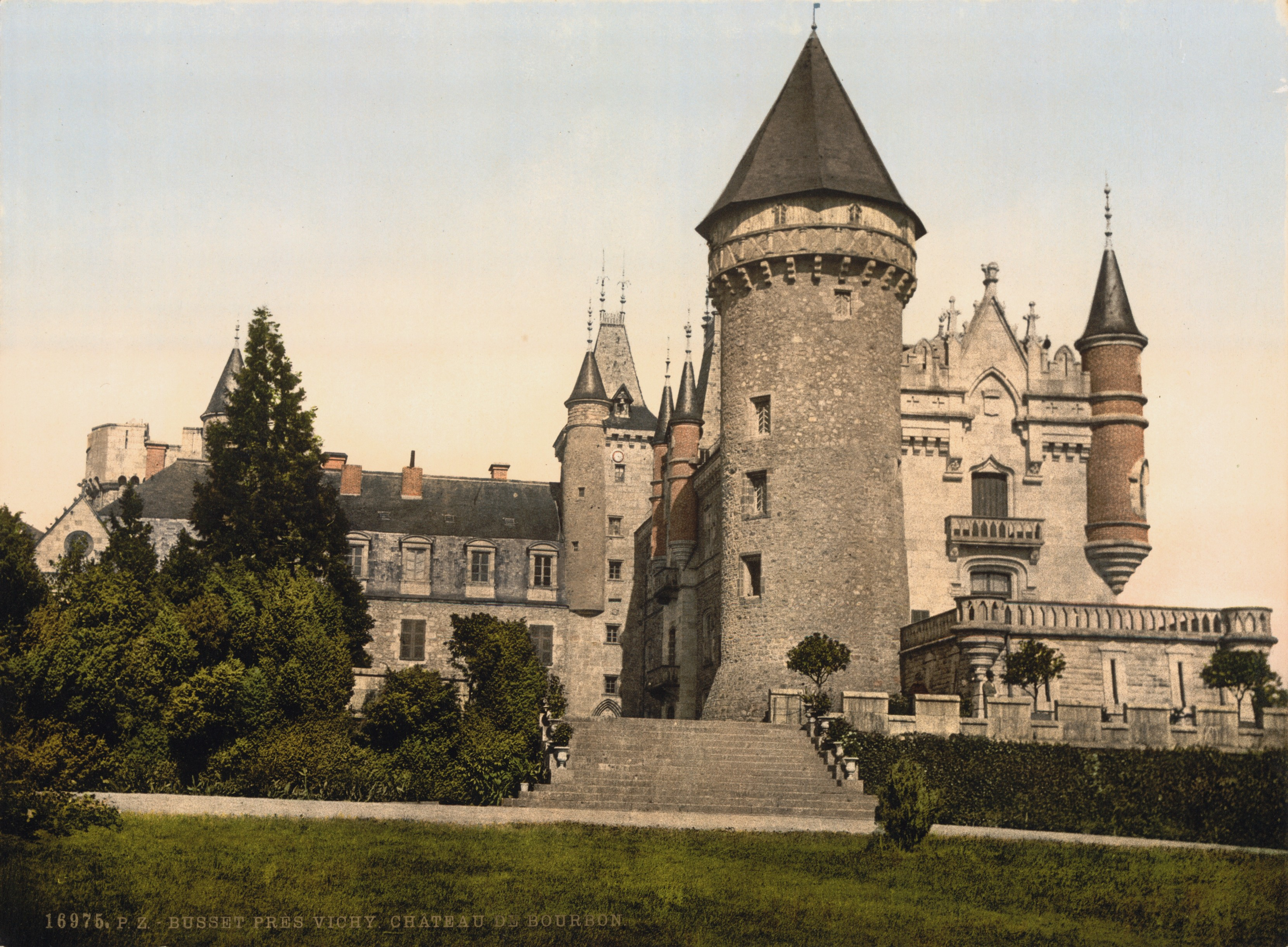
Il castello di Busset

Luisa morì nel castello di Busset in una data sconosciuta del 1553. Dal primogenito Claudio derivano gli attuali discendenti legittimi di Cesare Borgia, come il conte Carlo di Borbone-Busset, il principe Sisto Enrico di Borbone-Parma, Louis Alexandre Andrault de Langéron, Alexandre de Beauharnais e l'attrice francese Gina Palerme.

## Discendenza

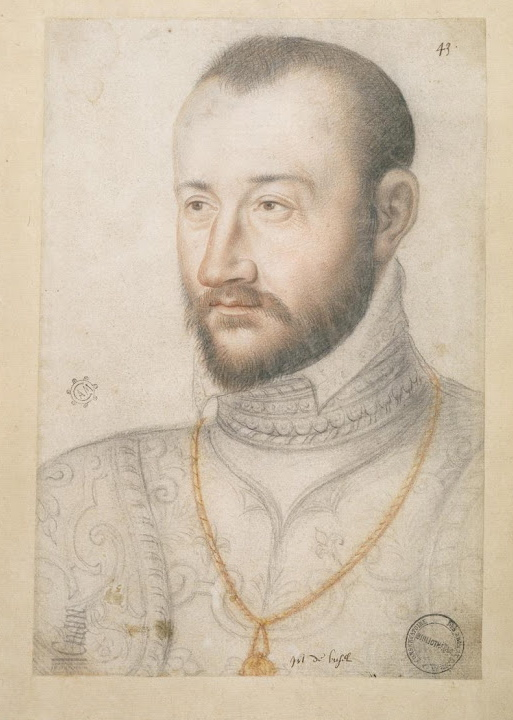
Claudio di Borbone, figlio di Luisa

Filippo di Borbone-Busset e Luisa ebbero sei figli:
- Claudio di Borbone, conte di Busset, di Puyagut, e di Chalus (18 ottobre 1531- 1588), sposò Marguerite de La Rochefoucauld, da cui ebbe figli.
- Margherita di Borbone (10 ottobre 1532- 8 settembre 1591), sposò Jean de Pierre-Buffière, barone di Pontarion. Il matrimonio fu senza figli.
- Enrico di Borbone (1533–1534)
- Caterina di Borbone (nata il 14 ottobre 1534)
- Giovanni di Borbone, signore di La Motte-Feuilly e di Montet (nato il 2 settembre 1537), sposò Euchariste de La Brosse-Morlet, da cui ebbe prole.
- Girolamo di Borbone, signore di Montet (19 ottobre 1543- prima del 1619), sposò Jeanne de Rollat. Il matrimonio fu senza figli.

## Ascendenza
|                                |                     |                                | Genitori                |  |  | Nonni |  |  | Bisnonni                |  |  | Trisnonni            |  |
|                                |                     |                                |                         |  |  |       |  |  | Jofré Llançol i Escrivà |  |  | Rodrigo Gil de Borja |  |
|                                |                     |                                |                         |  |  |       |  |  | Jofré Llançol i Escrivà |  |  | Rodrigo Gil de Borja |  |
|                                |                     | Sibilia Escrivà i Pallarès     |                         |  |  |       |  |  | Jofré Llançol i Escrivà |  |  |                      |  |
| Papa Alessandro VI             |                     |                                |                         |  |  |       |  |  | Jofré Llançol i Escrivà |  |  |                      |  |
|                                |                     | Isabel de Borja y Cavanilles   | Domingos de Borja       |  |  |       |  |  |                         |  |  |                      |  |
|                                |                     | Isabel de Borja y Cavanilles   | Domingos de Borja       |  |  |       |  |  |                         |  |  |                      |  |
|                                |                     | Isabel de Borja y Cavanilles   | Francisca Marti Llançol |  |  |       |  |  |                         |  |  |                      |  |
| Cesare Borgia                  |                     | Isabel de Borja y Cavanilles   |                         |  |  |       |  |  |                         |  |  |                      |  |
|                                |                     | Giacomo Cattanei               | …                       |  |  |       |  |  |                         |  |  |                      |  |
|                                |                     | Giacomo Cattanei               | …                       |  |  |       |  |  |                         |  |  |                      |  |
|                                |                     | Giacomo Cattanei               | …                       |  |  |       |  |  |                         |  |  |                      |  |
| Vannozza Cattanei              |                     | Giacomo Cattanei               |                         |  |  |       |  |  |                         |  |  |                      |  |
|                                |                     | Mencia Pinctoris               | …                       |  |  |       |  |  |                         |  |  |                      |  |
|                                |                     | Mencia Pinctoris               | …                       |  |  |       |  |  |                         |  |  |                      |  |
|                                |                     | Mencia Pinctoris               | …                       |  |  |       |  |  |                         |  |  |                      |  |
| Luisa Borgia                   |                     | Mencia Pinctoris               |                         |  |  |       |  |  |                         |  |  |                      |  |
|                                | Giovanni I d'Albret | Carlo II d'Albret              |                         |  |  |       |  |  |                         |  |  |                      |  |
|                                | Giovanni I d'Albret | Carlo II d'Albret              |                         |  |  |       |  |  |                         |  |  |                      |  |
|                                | Giovanni I d'Albret | Anna d'Armagnac                |                         |  |  |       |  |  |                         |  |  |                      |  |
| Alain I d'Albret               | Giovanni I d'Albret |                                |                         |  |  |       |  |  |                         |  |  |                      |  |
|                                |                     | Caterina de Rohan              | Alain IX de Rohan       |  |  |       |  |  |                         |  |  |                      |  |
|                                |                     | Caterina de Rohan              | Alain IX de Rohan       |  |  |       |  |  |                         |  |  |                      |  |
|                                |                     | Caterina de Rohan              | Margherita di Bretagna  |  |  |       |  |  |                         |  |  |                      |  |
| Charlotte d'Albret             |                     | Caterina de Rohan              |                         |  |  |       |  |  |                         |  |  |                      |  |
|                                |                     | Guglielmo di Blois             | Giovanni I de Châtillon |  |  |       |  |  |                         |  |  |                      |  |
|                                |                     | Guglielmo di Blois             | Giovanni I de Châtillon |  |  |       |  |  |                         |  |  |                      |  |
|                                |                     | Guglielmo di Blois             | Marguerite de Clisson   |  |  |       |  |  |                         |  |  |                      |  |
| Francesca di Châtillon-Limoges |                     | Guglielmo di Blois             |                         |  |  |       |  |  |                         |  |  |                      |  |
|                                |                     | Isabella de La Tour d'Auvergne | Bertrand V de La Tour   |  |  |       |  |  |                         |  |  |                      |  |
|                                |                     | Isabella de La Tour d'Auvergne | Bertrand V de La Tour   |  |  |       |  |  |                         |  |  |                      |  |
|                                |                     | Isabella de La Tour d'Auvergne | Jacquette du Peschin    |  |  |       |  |  |                         |  |  |                      |  |
|                                |                     | Isabella de La Tour d'Auvergne |                         |  |  |       |  |  |                         |  |  |                      |  |